# جيمس بويل (محامي)
جيمس بويل (بالإنجليزية: James Boyle)‏ هو محامي أمريكي، ولد في 1959 في اسكتلندا في المملكة المتحدة.

## وصلات خارجية
- الموقع الرسمي
- جيمس بويل على موقع IMDb (الإنجليزية)